# 鸞亭仙造
鸞亭 仙造（らんてい せんぞう、生年不詳 - 1871年7月20日）は、日本の陶芸家。本名は髙橋仙蔵。山号は松月山。
作陶初期（安政年間、1854 - 1859）には四目屋蘭亭を名乗り京都五条坂仏師町にて雅作を出した。文久年間以降（1861 - ）は鸞亭仙造を名乗り五条坂上音羽町（ごじょうざか かみおとわちょう）にて本格的に作陶を開始し、茶器や食器、酒器、香炉等多作な陶芸家となる。1871年（明治4年辛未）7月20日没　戒名（法名）釋芳林。

## 作風

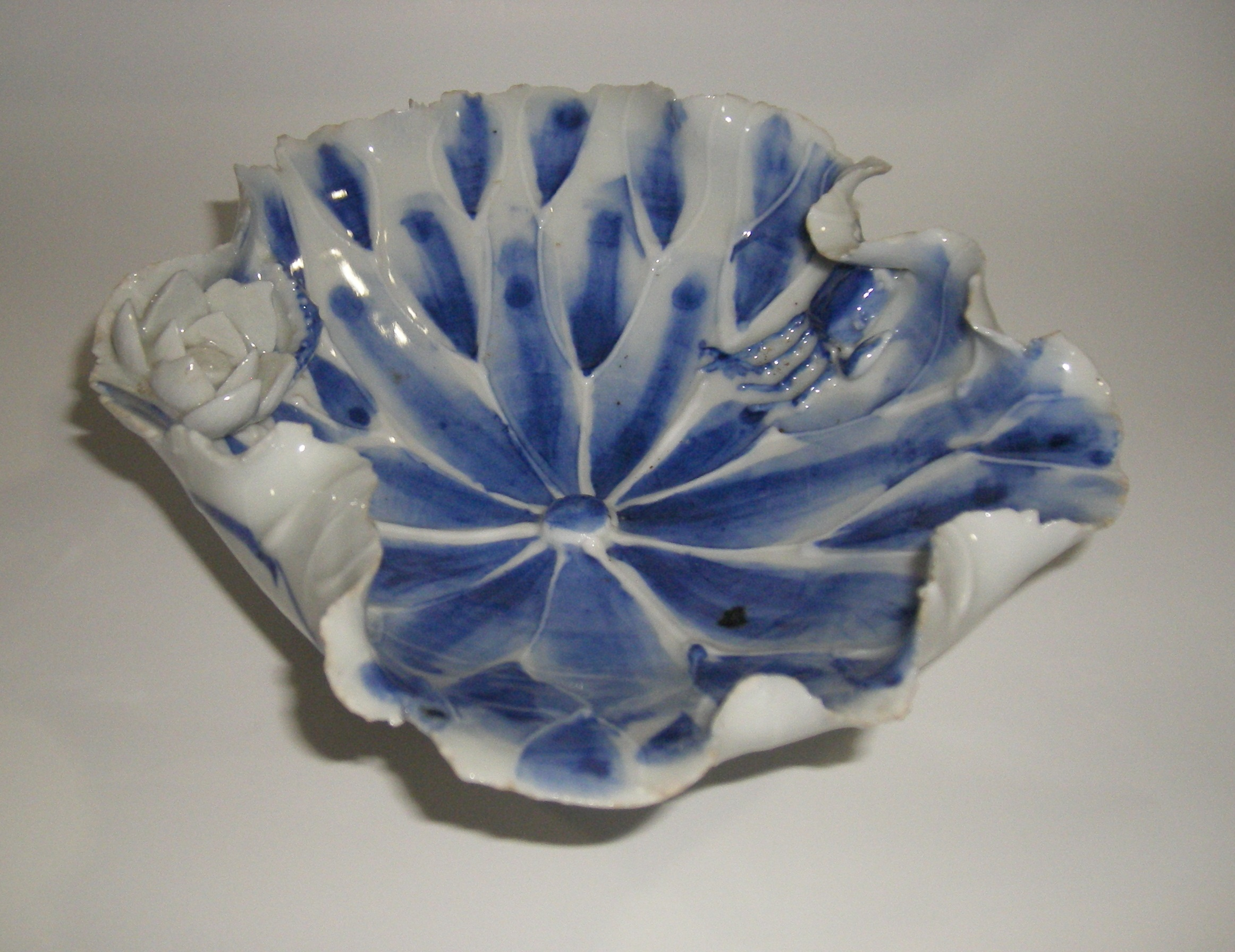
高橋家所蔵

四目屋蘭亭を名乗っている頃は原色陶器大辞典によると「数々の雅作を出した」とある。かなり衣に包んだ表現ではあるが、卑猥な作品も作っていたと解される。鸞亭仙造を名乗ってからは前出の原色陶器大辞典によると「染付ものや精妙な急須、万古焼に似たものを造った」とある。陶芸家としての天賦の才を持ち特に3次元（立体的、3D）の表現に長けていたのは数少ない現存する作品からも推測される。

### 四目屋蘭亭（安政）時代
髙橋の家紋が隅立て四つ目であることから屋号を四目屋とした。原色陶器大辞典によると「五条坂仏師町にて雅作を出した」とある。また江戸時代中期、江戸において最古のアダルトショップと言われていた日本橋の四目屋を模したと考えられる。

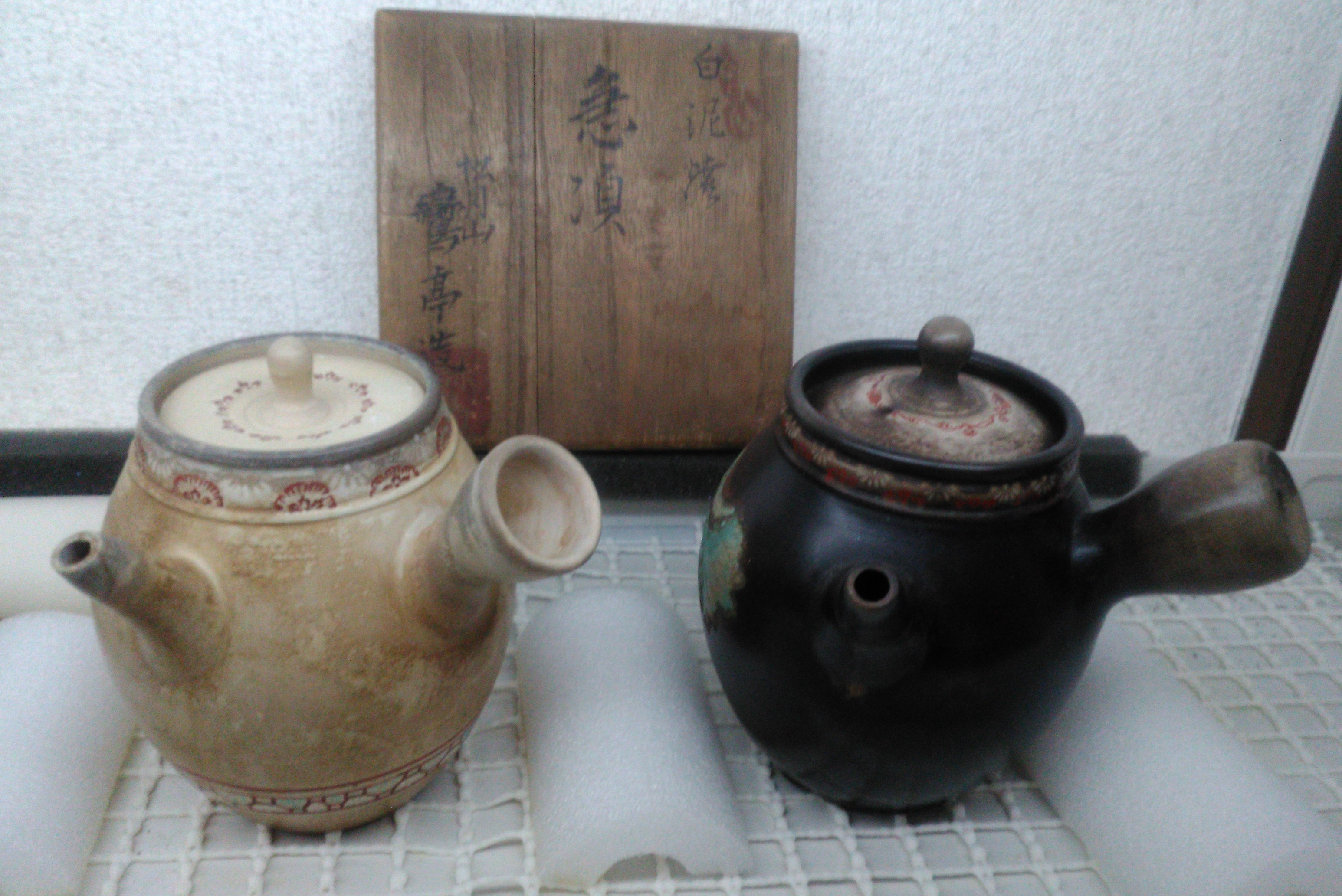
高橋家所蔵

### 鸞亭仙造（文久～慶応）時代

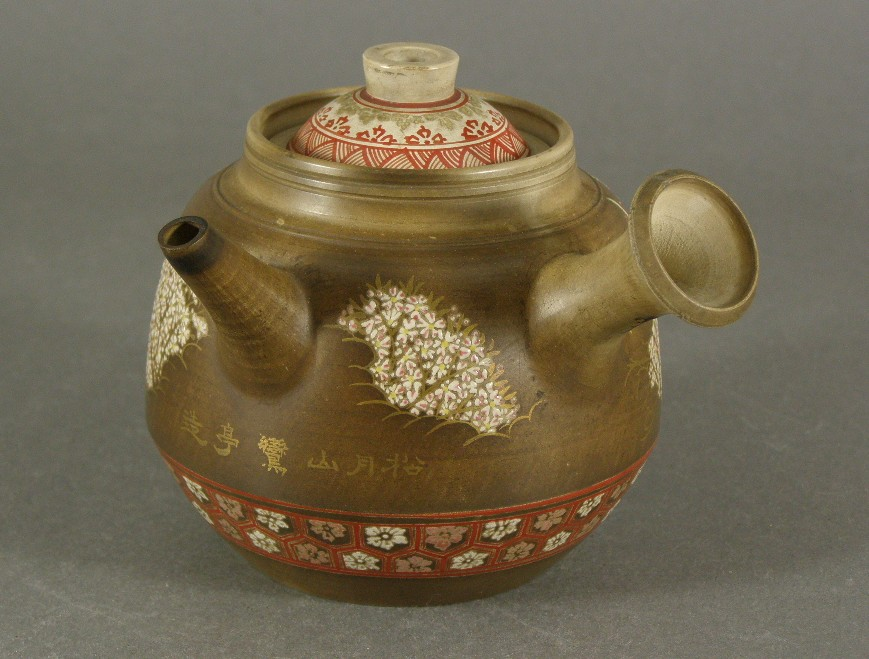
高橋家所蔵

陶器を主に制作し、磁器にも意欲を示した。道仙化学製陶所窯を丸屋佐兵衛・道仙岩井屋九郎兵衛と共に四ツ目屋仙次郎名義で1窯を3名で共有したものの窯の維持費に窮し、生活は困窮を極めた。茶器や食器、酒器、香炉など多作であったのは生活の糧を得る為の手段であった。ここに出てくる四ツ目屋仙次郎は仙蔵の次弟である庄次郎と思われ、原色陶器大辞典には「高橋庄次郎というものが2代蘭亭を称した」とある。

### 四目屋蘭亭から鸞亭仙造へ
陶器全集刊行會が編纂した日本古陶銘欵集 京都補遺篇122ページには、「音羽町に住む鸞亭は・・・仏師町の四目屋鸞亭に対し東の鸞亭と称せし由」とあり別人格のような表現がなされているが同一人物である。雅な作品のイメージから脱却するために居を音羽町ではなく上音羽町に替え、韻を同じランとして再出発したのである。また東の鸞亭と表現されているが位置関係に注目すると音羽町は仏師町に対し西に位置し、現在の東大路五条交差点南西部に存在し、第2次世界大戦末期の第3次強制疎開により消滅した五条坂上音羽町（ごじょうざか かみおとわちょう）とするのが正しい解釈である。

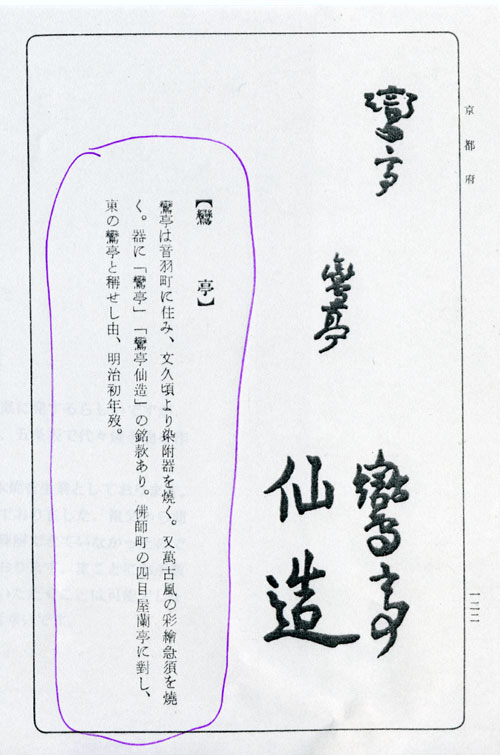
日本古陶銘欵集 京都補遺篇122ページ